# Escut de Vilagrassa
L'escut oficial de Vilagrassa té el següent blasonament:
Escut caironat quarterat en sautor: 1r i 4t d'atzur, 5 besants d'argent en creu; 2n i 3r d'or, 4 pals de gules. Per timbre, una corona mural de vila.

## Història
Va ser aprovat el 16 de gener de 1998 i publicat en el DOGC l'11 de febrer del mateix any amb el número 2576.
L'escut presenta, duplicades, les armes pròpies i tradicionals de la vila (els besants d'argent sobre camper d'atzur) i els quatre pals de l'escut de Catalunya, que recorden la jurisdicció reial sobre la població: Alfons I va concedir-li la carta municipal el 1185, i Pere III li va atorgar els privilegis de celebrar-hi una fira anual (el 1301) i un mercat setmanal (el 1328).